# ندیم کالجی
ندیم کالجی (ترکی استانبولی: Nedim Kaleci؛ ۱۹۰۰ – ۲۲ ژوئیه ۱۹۸۱) بازیکن فوتبال اهل ترکیه بود.
از باشگاه‌هایی که در آن بازی کرده‌است می‌توان به باشگاه فوتبال فنرباغچه اشاره کرد.
وی همچنین در تیم ملی فوتبال ترکیه بازی کرده‌است.